# انقلاب ديمقراطي
الانقلاب الديمقراطي هو مصطلح جديد أطلقه الدكتور «أوزان فارول» أستاذ القانون بكلية القانون بجامعة كينت بشيكاغو، وذلك في دراسة أعدها صدرت عن جامعة هارفرد الأمريكية.

## الانقلاب العسكري الديمقراطي وغير الديمقراطي
يرى الباحث الدكتور أوزان فارول أن مصطلح انقلاب عسكري ارتبط تاريخياً بضباط متعطشين للسلطة، وجهوا مدافعهم للإطاحة بالأنظمة القائمة بهدف تولي الحكم للأبد، وأشهر أبطالها جنرالات فاسدون في أمريكا اللاتينية، وإفريقيا، وأنه بعد أن وصل هؤلاء الجنرالات إلى السلطة لعبوا نفس أدوار الطغاة الذين انقلبوا عليهم، ولكن الباحث يرى أن الانقلابات نوعان:
- النوع الأول: «الانقلاب الغير ديمقراطي» والذي عادة ما يغير الأشخاص، ويبقى على باقي النظام كما هو، ما يعني أن قادة الانقلاب يضعون ضباطا من الجيش محل القادة السياسيين الذين أُطيح بهم، مع بقاء النظام السياسي دون تغيير. وفي هذا النوع من الانقلابات يكون هدف الضباط الاستحواذ على السلطة مدى الحياة، كما حدث عندما انقلب معمر القذافي على الملك السنوسي في ليبيا عام 1969، أو عندما قام عمر البشير بانقلابه في السودان عام 1989.
- النوع الثاني: «الانقلاب الديمقراطي»، ويختلف في أهدافه ونتائجه بشكل جوهري عن تلك الانقلابات الغير ديمقراطية، فهو يسعى للإطاحة بنظام شمولي أو استبدادي، وإحداث تغيير إيجابي في هيكل النظام السياسي، من خلال تسهيل إجراء انتخابات ديمقراطية حرة ونزيهة في غضون فترة قصيرة من الزمن. وينتهي هذا الانقلاب بنقل السلطة من قبل ضباط الجيش إلى حكومة منتخبة ديمقراطيا.

ويوضح الباحث عدة أمور أولها: أنه حين يصف انقلابا بأنه ديمقراطي، فإنه لا يعني ديمقراطيا بالمعنى التقليدي لهذه الكلمة؛ لأن الديمقراطية الحقيقية لا يمكن أن تتحقق دون انتخابات حرة ونزيهة، وجميع الانقلابات لديها سمات غير ديمقراطية، لكن ما يحاول إثباته هو عدم صحة النظرية التي تزعم أن كل الانقلابات معادية للديمقراطية، ولا يدعي الباحث أن الانقلاب العسكري هو أفضل الأساليب لتغيير نظام مستبد، بل على العكس يرى أن ثورة شعبية بعيدا عن تدخل الجيش تكون أفضل، ويتابع: «لكن في حالات أخرى قد يكون التدخل العسكري هو الخيار الوحيد المتاح أمام أمة تتوق للانتقال إلى الديمقراطية لكن حاكما طاغية يحول بينها وبين هذا الحلم، وعلى سبيل المثال حرص النظام المستبد في البرتغال على إضعاف المعارضة الشعبية بكل السبل بحيث ظلت عاجزة عن التحرك ضده، ما دفع الجيش عام 1974 للانقلاب والإطاحة بالحكومة والانتقال بالبلاد لحياة ديمقراطية». وينفي الباحث الصلة بين مساعي الجيش في تحقيق الديمقراطية وتصرفات الحكومة المدنية التي يؤول إليها الحكم بطريقة ديمقراطية بعد الانقلاب، ويرى أنه إذا فشلت الحكومة الجديدة في الحكم بشكل ديمقراطي، فإن هذا لا يخلع عن الانقلاب الذي أتى بها للحكم وصف (ديمقراطي)».

## شروط الانقلاب المشروع
وصنفها لسبع شروط هي:
1. الاستجابة إلى مطالب الشعب والتخلص من «النظام المستبد».
2. مواجهة «الزعيم الشمولي» وتأخذ شكل الانتفاضة الشعبية.
3. مواجهة الديكتاتور إذا رفض التخلي.
4. اكتساب الجيش لإحترام الأمة.
5. الاستجابة لدعوة الناس بالتغيير.
6. إجراء انتخابات نزيهة وحرة.
7. نقل السلطة إلى الحكومة المنتخبة.

وهنا الشروط مفصلة:
أولا: يسعى الانقلاب الديمقراطي للإطاحة بنظام شمولي أو استبدادي قضى (أو قضى تقريباً) على كل أشكال المشاركة والتعددية السياسية والاجتماعية والاقتصادية التي كانت موجودة قبل مجيئه للسلطة، وسعى لاحتكار كل القوى والصلاحيات بشكل يعزز من انفراده بالسلطة بشكل مطلق، عبر الوسائل القانونية أو غير القانونية لقمع المعارضة السياسية، ولا يكون الانقلاب ديمقراطياً إلا عندما تصبح الانتخابات آلية غير مجدية لعزل الزعيم المستبد أو لأن هذا الزعيم غير مستعد للتخلي عن السلطة.
ثانيا: في الانقلاب الديمقراطي يستجيب الجيش إلى معارضة شعبية مستمرة ضد زعيم شمولي أو مستبد، وتأخذ هذه المعارضة عادة شكل انتفاضة شعبية، حيث تحتشد المعارضة في مكان له قيمة رمزية مثل ميدان التحرير في القاهرة أو ساحة تيانانمن في بكين للمطالبة برحيل النظام، أملا في التحول للديمقراطية، وتظل الحشود الغاضبة تزداد عددا وإصرارا على مطالبها كل يوم، ما يؤكد الدعم الشعبي الواسع لتغيير النظام، ويكون هؤلاء المواطنون متحدين في رغبتهم المشتركة لتحقيق الديمقراطية التي حرموا من تحقيقها عن طريق صناديق الاقتراع ويلاحظ الباحث أن هذه الحشود على الرغم من اتفاقها على هدف واحد (الإصلاح الديمقراطي) عادة ما تفتقد برنامجا أو خريطة واضحة ومتماسكة لتحقيق الإصلاح الديمقراطي، ونادرا مايرون أبعد من الإطاحة بالديكتاتور، وخلال هذه الاحتجاجات قد يدعو بعض المتظاهرين القوات المسلحة صراحة للتدخل، كما حدث في ميدان التحرير أثناء انتفاضة 25 يناير . ويشير الباحث إلى أن الدعم الشعبي للانقلابات في دول مثل مصر والبرتغال يجب أن يدعو الأكاديميين لإعادة النظر في المفهوم السائد عن الانقلابات العسكرية التي توصف بأنها «لا يمكن أن تتمتع بتأييد شعبي»، والتي قال عنها البروفيسور ريتشارد ألبرت مؤلف كتاب «الثورات الديمقراطية»: الانقلاب ثورة لكن دون دعم شعبي، «واستحواذ على السلطة بوسائل غير مشروعة».
ثالثا: يظل الديكتاتور -في مواجهة المعارضة الشعبية المستمرة- رافضاً للتخلي عن السلطة ومتحدياً لإرادة الجماهير.
رابعا: لابد أن يكون الانقلاب من جانب جيش يحظى باحترام كبير داخل الأمة، وغالبا ما يكون سبب ذلك هو نظام التجنيد الإلزامي، أي تتألف القوات المسلحة من عامة الشعب، وبعد عقود من التجنيد الإلزامي يصبح الجيش هو المجتمع بالمعنى الحقيقي للكلمة، وفي دول فاسدة تحكمها نظم قمعية تكتسب الجيوش المكونة من مواطنين مجندين سمعة طيبة باعتبارها «المؤسسة الوحيدة المستقرة وغير الفاسدة». وعلى سبيل المثال كشف استطلاع أجرته صحيفة «حريات» اليومية التركية في سبتمبر 2005 عن أن الجيش هو المؤسسة الأكثر ثقة في تركيا، على الرغم من تاريخها الطويل في التدخل في الشؤون السياسية، والخدمة العسكرية الإلزامية سبب رئيسي في هذه المكانة، وأن الأتراك الذين يحتفلون حتى اليوم بتجنيد أبنائهم بالموسيقى والكرنفالات ما زالوا ينظرون لأنفسهم كـ«دولة جيش»، ويشعرون بالتقدير للمؤسسة العسكرية التي أسست دولتهم الحديثة المعروفة بشكلها الحالي في منتصف العشرينات من القرن الماضي، ولأسباب مماثلة ساور كثير من مؤسسي الولايات المتحدة شكوك عميقة حول نظام الجنود المحترفين، لقناعتهم أنهم يكونون أكثر ولاء لقادتهم من الشعب والدولة، وذلك على عكس الجيوش التي تتألف من مواطنين مجندين تتفق مصالحهم في النهاية مع مصالح باقي الشعب، وليس مع حاكم يريد استخدامهم كأدوات لتنفيذ طموحاتهم، وبالتالي يكون الجيش القائم على التجنيد الإلزامي أكثر استجابة لمطالب الشعب، وأكثر احتمالا للقيام بانقلاب ديمقراطي.
خامسا: في الانقلاب الديمقراطي يستجيب الجيش لدعوة الناس له لتغيير النظام بالإطاحة بالنظام الاستبدادي الشمولي.
سادسا: يجرى الجيش انتخابات نزيهة وحرة لنقل السلطة لحكومة مدنية منتخبة في غضون فترة قصيرة، والإعلان عن موعد محدد للانتخابات يمنح بعض الشرعية للحكومة العسكرية المؤقتة؛ لأنه إقرار بالطبيعة المؤقتة للمهمة التي يقومون بها، وبالتالي فإن من أهم أولويات الجيش بعد قيامه بانقلاب ديمقراطي تحديد موعد سريع للانتخابات والقيام بدور حكومة تسيير أعمال محايدة نسبيا حتى إجراء هذه الانتخابات. وخلال هذه الفترة الانتقالية يركز الجيش على بعض الإجراءات اللازمة لإجراء انتخابات نزيهة مثل سن القوانين واللوائح الانتخابية وغيرها، وعلى سبيل المثال أصدر الجيش البرتغالي بيانا بعد يوم واحد من انقلابه عام 1974، التزم فيه بإجراء انتخابات برلمانية ورئاسية ديمقراطية في غضون عامين. ولا يستخدم الجيش نفوذه للتلاعب بنتائج الانتخابات، ويسمح بتنظيم الأحزاب السياسية والمشاركة في الانتخابات بحرية، باستثناء الحزب السياسي التابع للنظام الاستبدادي المُطاح به.
سابعا: بعد الانتخابات الحرة النزيهة، ينقل الجيش على الفور السلطة للحكومة المنتخبة بغض النظر عن هويتهم، وعما إذا كانت توجهاتهم تروق للجيش أم لا، دون إبطاء أو تغيير حتى لا تفقد الانتخابات معناها. ويرى الباحث أنه في بعض الانقلابات الديمقراطية، يجوز للعسكريين تقديم مرشح للمنافسة في انتخابات ديمقراطية، كما حدث بعد الانقلاب الديمقراطي في البرتغال عام 1974، عندما رشح الجنرال «أنطونيو إيانس» نفسه بدعم من المؤسسة العسكرية وفاز بالرئاسة، ما يعنى أن مشاركة ضابط في الانتخابات لا تجعل الانقلاب غير ديمقراطي طالما لم تزور الانتخابات لصالح ذلك المرشح، وأنه وبعيدا عن الانقلابات تتطلب أحيانا ظروف البلد ترشح قائد عسكري يحظى باحترام كبير، مثل جورج واشنطن في الولايات المتحدة الذي انتخب رئيسا بسبب مزاياه الشخصية في المقام الأول بإجماع من الناخبين عام 1788. ويوضح الباحث أن كل هذا يتناقض مع ما هو سائد في الأدبيات السياسية عن مفهوم الانقلاب، الذي يكون الغرض منه اغتصاب المناصب السياسية فقط لا غير، وأن هذا الافتراض لا يمكن أن ينطبق على الانقلابات الديمقراطية التي تتدخل فيها الجيوش لإحداث تغييرات أساسية في النظام لإسقاط حاكم مستبد تمهيدا لتحقيق الديمقراطية، وأنه وبطبيعة الحال فإن الانتقال إلى الديمقراطية لا يحدث فور وقوع الانقلاب، في البداية يكون التغيير الوحيد هو في قيادة النظام (أي تغيير أشخاص)؛ إذ لابد أولا من إزاحة الديكتاتور ثم الشروع في الانتقال إلى الديمقراطية في البلاد، أي أن تغيير الأشخاص هو الوسيلة التي يحقق بها الجيش هدفه النهائي في تنظيم انتخابات نزيهة وحرة. وعلى سبيل المثال في أعقاب الانقلاب الديمقراطي في تركيا في عام 1960، حكم الجنرال «جمال جورسيل» بلاده لمدة 17 شهرا قبل أن ينقل السلطة لحكومة مدنية منتخبة. ويتابع الباحث: «أثبتت الأحداث في مصر أن الانقلابات الديمقراطية لا تتسم بالانتقال السلس إلى الديمقراطية؛ فالانقلابات الديمقراطية مثل الثورات الأخرى التي تفتت هياكل حكم مستبد استمر لعقود لاستبدالها بنظام الجديد. هذا التغيير يؤدى لاضطرابات واسعة جدا؛ إذ يواجه القادة العسكريون مهام وتحديات غير مألوفة لهم في إدارة البلاد، وهذا ما حدث في مصر التي كان أداء المجلس العسكري فيها متواضعا، ما أدى لمقتل الكثير من المتظاهرين في عدة مناسبات، وكما قال الفيلسوف الفرنسى «ميرابو»، فإنه «عند قيام ثورة التحدي لا يكون في استمرارها ولكن في كبح جماحها» وينطبق الشئ نفسه على الانقلاب الديمقراطي، ويجب أن يحاكم الجيش من قبل القضاء المدني على أي انتهاكات للقانون الجنائي أثناء عملية الانتقال. لكن ما يحدث في الواقع أن الجيوش عادة ما تسعى لتحصين أفرادها كشرط لتسليم السلطة للقادة المدنيين كما سبق أن حدث في الأرجنتين وأوروجواي.

## حالات الانقلاب ديمقراطي في العصر الحديث
وهم ثلاث حالات التي درسها الباحث: انقلاب البرتغال عام 1974، انقلاب تركيا عام 1960، كما سماه انقلاب مصر عام 2011.

### انقلاب البرتغال عام 1974
في عام 1974 أطاح الجيش البرتغالي بالنظام الاستبدادي الذي حكم البرتغال لأكثر من 40 عاماً، وكان يعرف باسم (ستادا نوفو) أو الدولة الجديدة، الذي أسسه الرئيس (أنطوني دي أوليفيرا سالازار) في عام 1930. هذا النظام كان مثالاً صارخاً للاستبداد، فقد أخرس كل الأصوات المعارضة ودعّم نظاماً اقتصادياً حابى الأغنياء وجعل من العمال البرتغاليين الأدنى أجراً في أوروبا الغربية، وجرّم الإضرابات وجعل المنافسة مع باقي الأحزاب السياسية صورية، وعقّد إجراءات تسجيل الناخبين ما أدى إلى اقتصار الجداول على 15% فقط من قاعدة الناخبين في انتخابات عام 1973 التي سبقت الانقلاب، ولم يكن النظام يتردد في تزوير نتائج الانتخابات عند الضرورة. وبإيجاز أصبحت آلية الانتخابات عديمة الجدوى، إضافة إلى الأساليب الوحشية للشرطة والمغامرات العسكرية للنظام التي ورطت البرتغاليين في حروب استعمارية مكلفة في أنغولا وغينيا بيساو وموزمبيق.
تصاعد الغضب الشعبي ووصل ذروته بانقلاب 200 من صغار الضباط على النظام في 25 أبريل من عام 1974، واضعين نهاية لأقدم ديكتاتورية في أوروبا الغربية، واستجاب على الفور الشعب فتوافد الآلاف على الشوارع لدعم الضباط الذين حملوا إليهم هدية الحرية، وعُرف هذا الانقلاب باسم ثورة القرنفل، لأن المواطنين حملوا معهم أزهار القرنفل، ليضعوها على فوهات بنادق الضباط كرمز لدعمهم، وفي الأسابيع التالية أصبح القرنفل في كل مكان في البرتغال.
بعد الاحتفالات بدأت فترة انتقالية لمدة عامين، وفي اليوم التالي للانقلاب أصدر ضباط الجيش بياناً قصيراً أوضحوا فيه أسباب انقلابهم، وتعهدوا بإلغاء النظام الاستبدادي وإجراء إصلاحات سياسية واقتصادية واجتماعية أساسية، تهدف إلى إقامة نظام ديمقراطي، وألزموا أنفسهم بإجراء انتخابات في غضون عام لجمعية تأسيسية لصياغة دستور جديد، يتلوها انتخابات برلمانية ورئاسية في السنة التالية، وتعهد الجيش بإيجاد حل سياسي للحروب في المستعمرات الأفريقية التي أنهكت البرتغال دون طائل من ورائها منذ عام 1961. وباختصار وعد الجيش بـ3 أمور رئيسة، وهي إنهاء الاستعمار وتحقيق الديمقراطية والتنمية، وأوفى قادة الانقلاب بوعودهم فأجريت انتخابات لجمعية تأسيسية في الذكرى السنوية الأولى للانقلاب الموافق 25 أبريل 1975، لكن الجمعية التأسيسية لم تتمكن من صياغة الدستور الذي كان يتمناه أعضاؤها، فعلى الرغم من انتخابهم ديمقراطياً فإن أعضاء الجمعية التأسيسية التي سيطر على مقاعدها 3 أحزاب سياسية وقّعوا على اتفاق مكتوب بالموافقة على الدور الرقابي للجيش عليهم أثناء عملية صياغة الدستور، وتحت رقابة الجيش أنهت الجمعية التأسيسية صياغة الدستور الجديد في أبريل 1976، ولم يطرح الدستور الجديد على الشعب من خلال الاستفتاء، ثم جرت انتخابات برلمانية في الذكرى الثانية للانقلاب، وبعدها بشهرين نظمت الانتخابات الرئاسية التي توافقت قبلها الأحزاب السياسية الكبرى على دعم ضابط واحد لسباق الرئاسة، وكان هذا الضابط هو القائد العام للقوات المسلحة ورئيس مجلس الثورة (أنطونيو أيانس)، وفي أعقاب الانتخابات البرلمانية والرئاسية، وبعد نجاح قادة الانقلاب في تفكيك هياكل النظام الاستبدادي السابق وإقامة الديمقراطية، سلموا السلطة إلى القادة المنتخبين ديمقراطياً. ومرة أخرى أحكم الجيش سيطرته على الدستور الجديد ومنح لمجلس الثورة حق إصدار القوانين تماماً مثل البرلمان المنتخب، بل إن الدستور خول لمجلس الثورة الحق في الحكم على دستورية القوانين التي يصدرها البرلمان، وهو الوضع الذي تغير في عام 1982 حين طالب البرلمان الذي خرج من رحم الانقلاب بأغلبية الثلثين بتعديل الدستور وتقليل صلاحيات الرئيس، وألغى مجلس الثورة وحل مكانه مجلس مدني استشاري ومحكمة دستورية، وأجريت تعديلات دستورية مكنت الحكومة المنتخبة من إخضاع المؤسسة العسكرية لها، ووضعت البرتغال قدميها على طريق ديمقراطية راقية.

### انقلاب تركيا عام 1960
منذ عام 1923 وحتى 1950، حكم حزب الشعب الجمهوري الذي أسسه مصطفى كمال أتاتورك، وخلال هذه السنوات كانت الدولة والحزب شيئاً واحداً، وكلاهما تبنى نظريات «أتاتورك»، في الحداثة، والوحدة الوطنية، وقبل كل شئ العلمانية. ثم انتقلت تركيا من نظام الحزب الواحد إلى التعددية الحزبية بين عامي 1946 و 1950. وظهر الحزب الديمقراطي الذي تبنى سياسات شعبوية، وحظى بدعم سكان المناطق الريفية. وفي عام 1950 فاز الحزب الوطني بأغلبية ساحقة في البرلمان، ولكن رغم خروج حزب الشعب الجمهوري من الحكومة التي احتلها لسنوات طويلة ظل كل من الجيش والبيروقراطية المدنية مواليين لحزب الشعب الجمهوري و«الكمالية»، خصوصاً أن زعيمه عصمت إينونو كان رفيق كفاح «أتاتورك» وجنرالاً يحظى باحترام كبير. ولكن الخوف من شعبية حزب الشعب خصوصاً في الدوائر المؤثرة، دفع الحزب الوطني لاتخاذ سياسات استبدادية وقمعية فور توليه السلطة، وعلى مدى السنوات العشر التي حكم خلالها (1950-1960) قمع الحزب الوطني الصحافة، وسن قوانين لقمع المعارضة السياسية، واستغل الدين للتأثير على الجمهور، وبعد إعادة انتخابه واصل الحزب الوطني سياساته القمعية وأنشأ لجنة برلمانية تتألف بالكامل من أعضاء الحزب، للتحقيق في «أنشطة تخريبية» للأحزاب المعارضة، وسمح الحزب للجنة بفرض رقابة على الصحافة وعقوبات جنائية، ضد أي مواطن يقوض عمل اللجنة. وأثارت هذه اللجنة احتجاجات واسعة النطاق، وفي 26 أبريل أصدر مجموعة من أساتذة القانون إعلاناً يؤكد أن لجنة التحقيق انتهكت الدستور التركي، لكن الحزب الحاكم العنيد رد بزيادة صلاحيات اللجنة ومنع زعيم حزب الشعب الجمهوري من حضور البرلمان.
عناد «الوطني» أشعل مزيداً من الغضب وتجددت الاحتجاجات في إسطنبول وأنقرة، فأعلن «الوطني» الأحكام العرفية لقمع الاحتجاجات وسمح للجيش بإطلاق النار على المتظاهرين، لكن الجيش التركي، مثل نظيره المصري في عام 2011، انحاز للشعب ورفض إطلاق النار عليهم، وانقلب على الحزب الحاكم وأطاح به في 27 مايو 1960. بعد استيلائها على السلطة أصدرت القوات المسلحة بياناً أعلنت فيه أن الانقلاب كان يهدف إلى «إنقاذ الديمقراطية التركية من الوضع المؤسف الذي وصلت إليه». بعد فترة وجيزة من صدور هذا الإعلان، اختار الجيش لجنة لصياغة الدستور من أساتذة الجامعات، وفي بيان مشترك أوضح قادة الجيش وأعضاء لجنة صياغة الدستور أن الحزب الوطني فقد شرعيته السياسية بإصراره المتكرر على انتهاك الدستور، ما يمنح الشرعية للانقلاب العسكري، ويبرر الحاجة لصياغة دستور جديد يحمى سيادة القانون. وفي 27 مايو عام 1961، وفي الذكرى السنوية الأولى للانقلاب، انتهت الجمعية التأسيسية من صياغة مسودة الدستور، وسنت قانوناً لتنظيم الانتخابات. وفي 9 يوليو 1961 طُرح الدستور الجديد الذي توسع في ضمان الحريات.
لكن قبل هذه الخطوة اجتمع المجلس العسكري مع قادة الأحزاب السياسية الرئيسية، واتفقوا على توقيع إعلان مشترك كانت أهم بنوده: حماية مبادئ أتاتورك، الامتناع عن استخدام الإسلام كأداة سياسية، الامتناع عن التشكيك في شرعية انقلاب 27 مايو 1960، الامتناع عن انتقاد نتائج المحاكم العسكرية التي ستقرر مصير رموز النظام السابق، الذين كانت تجرى محاكمتهم بتهم ارتكاب «جرائم ضد الدستور التركي»، وانتهت بالحكم عليهم جميعاً بالإعدام في 15 سبتمبر 1960. ووفقاً للباحث فإن الانقلاب التركي مثال واضح على مفهوم «الانقلاب الديمقراطي».
لكن كما هو الحال في كل الانقلابات الديمقراطية لم يعد الجيش لثكناته قبل أن يطمئن لفرض رؤيته على الدستور الجديد، من خلال إنشاء المحكمة الدستورية التركية وما يسمى بـ«مجلس الأمن القومي»، اللذين لعبا دوراً خطيراً في الحياة السياسية التركية لعشرات السنوات وحتى الآن.

### انقلاب مصر عام 2011
ملاحظة: كما سماه الكاتب «انقلاب مصر عام 2011».
في 11 فبراير من عام 2011 أمسكت القوات المسلحة المصرية بزمام السلطة بعد أن أخذتها من الرئيس حسني مبارك في انقلاب عسكري، جاء استجابة لموجات الاحتجاجات العنيفة التي استمرت نحو 18 يوماً، وقام بها مئات الألوف من المواطنين مطالبين بالقضاء على نظام (مبارك) المستبد والفاسد واستبداله بنظام ديمقراطي. وضمت صفوف المتظاهرين كل أطياف المجتمع المصري، نساء ورجالاً، مسلمين وأقباطاً، علمانيين وإسلاميين، فقراء وأغنياء، وتشابكت أيادٍ الجميع في ميدان التحرير في صيحة عارمة من أجل الحرية والديمقراطية، بعد عقود من الحكم الديكتاتوري، وأدى سقوط (مبارك) إلى موجات من الترحيب حول العالم، لأن مصر حجر زاوية التغيير في العالم العربي، وأعطت أملاً للشعوب العربية المقهورة في ليبيا وسوريا واليمن وغيرها للثورة ضد قاهريها، ولاقى الجيش المصري الثناء المستحق، لأن قادته رفضوا إطلاق النار على المتظاهرين أثناء المظاهرات، وتقدموا وسيطروا على الحكومة حين رفض (مبارك) التنحي. وبعد استعراض موجز لحكم «مبارك» وقمعه للمعارضة وتزوير الانتخابات وتكميم الأفواه، خلص الباحث إلى أن نظام «مبارك» كان نموذجاً لـ«حكم مستبد إلى حد ما»، فقد أظهر تسامحاً محدوداً مع التعددية السياسية، واعتمد طوال حكمه على قانون الطوارئ وجهاز «أمن الدولة» سيئ السمعة والإجراءات القمعية والاحتيال لإسكات الأصوات المعارضة ومنع منافسيه من مواجهته في صناديق الاقتراع. وبات متوقعاً أن يظل «مبارك» للأبد في منصبه، وإن ترك الحكم سيتركه لولى عهده جمال مبارك، الذي أُعد ليكون فرعون مصر الجديد.
وأوضح «فارول» أن المجلس العسكري كان مشغولاً بأمرين أساسيين بعد سقوط «مبارك»؛ الأول: الحفاظ على الوضع الدستوري الذي حكم به «مبارك» البلاد بأقل قدر ممكن من التغيرات، لاعتبارات متعددة، منها: أن هذا الوضع يحفظ مصالح الجيش وتصوراته، الأمر الثاني: إنهاء الاحتجاجات المستمرة وما ينجم عنها من عدم استقرار اقتصادي واجتماعي، ليتمكن من العودة إلى ثكناته بأسرع وقت ممكن.
1- الجدول الزمني السريع الذي أجريت خلاله الانتخابات البرلمانية صب في صالح القوى السياسية القديمة، خصوصاً جماعة الإخوان التي كانت تتمتع بالقدرات المالية والتنظيمية الأقوى والأجهز لخوض الانتخابات، وكان تقدير الجيش أن هذه القوى القديمة ستعارض إجراء إصلاحات دستورية ضخمة، وستكون أكثر ميلاً لحماية الهياكل السياسية لنظام «مبارك» التي تحفظ مصالح الجيش، على عكس القوى الناشئة بعد الثورة الراغبة في رؤية تغيير أكبر في الحياة السياسية بشكل قد يهدد مصالح الجيش، وكما هو متوقع استولت الأحزاب الإسلامية على ما يقارب من 75% من مقاعد مجلس الشعب، على حساب الأحزاب الناشئة وعلى رأسها القوى الشبابية، التي كانت تعاني من انقسامات وتشتت في أجنداتها وضعف في التمويل والتنظيم، وكانت في حاجة لوقت أطول لتنظم صفوفها وتروج برامجها. ويرى الباحث أن الانتخابات السريعة -باختصار- أدت لتهميش هذه الجماعات ورؤيتهم في التغيير الدستوري. وكان فوز الإخوان يعنى عودة الاستقرار بشكل سريع وهو ما يرغب فيه المجلس العسكري، «وعلى الرغم من أن الجيش المصري رفض دوماً السماح بدخول الإسلاميين صفوفه، لكنهما أصبحا (شريكين طبيعيين في حفظ النظام) خلال الفترة الانتقالية، لأن الأحزاب الإسلامية بطبيعتها أكثر محافظة وانضباطًا ورغبة في عدم التغيير من الأحزاب العلمانية». وحفلت الفترة التي حكم فيها المجلس العسكري بقيادة المشير محمد حسين طنطاوي والفريق سامي عنان بشائعات عن صفقات خلف الكواليس بين المجلس والإخوان.
2- خطوات العملية الانتقالية دعمت أجندة الجيش، فبموجب التعديلات الدستورية التي اعتمدها استفتاء مارس 2011 تم تكليف جمعية تأسيسية ينتخبها البرلمان بغرفتيه لصياغة الدستور بدلاً من انتخاب جمعية تأسيسية أولاً لصياغة الدستور ثم انتخاب البرلمان على أساس الدستور الجديد، أي أصبح للحكومة أن تضع قواعد الحكم الذي ستسير عليه، وهو بذلك حذا حذو الجيش البرتغالي، والهدف في الحالتين واحد، فانتخاب جمعية تأسيسية لصياغة دستور جديد قبل الانتخابات البرلمانية سيؤدي لإطالة الفترة الانتقالية وهو مالا يريده الجيش والأهم تجنب إجراء تغييرات دستورية أساسية في النظام السياسي، ولذا اكتسبت الانتخابات البرلمانية في 2012 أهمية خاصة، ويعود ذلك جزئياً إلى الفترة الزمنية القصيرة التي أجريت فيها، ما أدى كما كان متوقعاً لاكتساح الإخوان والسلفيين لنحو 75% من مقاعد مجلس الشعب، وبالتالي فإن الإسلاميين سيطروا أيضاً على الجمعية التأسيسية المكلفة بصياغة الدستور. وربما لهذا السبب كان الإسلاميون على عكس الأحزاب التي تشكلت بعد الثورة، يدعمون رغبة الجيش في تأجيل كتابة الدستور لما بعد الانتخابات البرلمانية، لأنهم كانوا واثقين أن هذا السيناريو سيمنحهم الفرصة للسيطرة على الدستور الجديد. وقد رفض الجيش أيضاً التخلي عن السلطة قبل صياغة الدستور، ما ضمن له التأثير على صياغته.
3- حاول الجيش التأثير في تركيبة السلطة التشريعية بالنص على نسبة 50% من «العمال والفلاحين»، ما يصب أيضاً في صالح القوى القديمة، وعلى رأسها «الإخوان»، التي على عكس الأحزاب الناشئة بعد الثورة، تضم أعداداً كبيرة من هاتين الفئتين، ولهذا السبب كانت أحزاب الشباب تعارض بقوة إدراج هذا المادة في الدستور المؤقت.
4- حافظ الدستور المؤقت على النظام الرئاسي الذي يرتاح إليه قادة الجيش، إذ يسهل عليهم التعامل مع شخص واحد مدني، عادة ضابط سابق بالجيش ذي صلاحيات واسعة.
وبالإضافة إلى كل ذلك أجرى المجلس العسكري محاولتين فاشلتين إضافيتين للتأثير على الدستور الجديد؛ فقد حاول الجيش الترويج لمجموعة من المبادئ الأساسية التي عرفت وقتها بالمبادئ «فوق الدستورية»، التي من شأنها أن تقيد عمل الجمعية التأسيسية، لكن القوى الإسلامية وبعض الجماعات الليبرالية قاومت الفكرة، ما اضطر المجلس العسكري للتراجع، ثم حاول الجيش أيضاً التأثير على تشكيل الجمعية التأسيسية بتعيين 80 من أعضاء الجمعية التأسيسية البالغ عددهم 100، لكنه تراجع أيضاً تحت ضغط المعارضة المستمر.
ويستخلص الباحث بعد ذلك أن الانقلاب العسكري المصري في عام 2011 لديه كل خصائص الانقلاب العسكري الديمقراطي، فقد نقل المجلس العسكري السلطة التشريعية إلى مجلس نواب بعد انتخابات برلمانية بدأت في نوفمبر 2011، وتعهد بتسليم السلطة التنفيذية في أعقاب الانتخابات الرئاسية في مايو 2012 وفعل، ولكن الجيش حرص على حماية امتيازاته والمصالح القومية لمصر كما يراها، وأعد الفترة الانتقالية بحيث تفضي إلى حماية هذه المصالح.